# Ma-con Motorsport
ma-con Motorsport, voorheen ook bekend als Ma-con Engineering, is een autosportteam uit Dortmund, Duitsland, opgericht in 2001 door Marian Hamprecht.

## Geschiedenis
Het team begon met de deelname aan de Duitse Formule Renault en de Eurocup Formule Renault 2.0 met coureurs als Ross Zwolsman, Hannes Lachinger, Andre Nicastro, Jos Menten en Alexandros Margaritis. Lachinger was echter de enige coureur die punten scoorde voor het team en werd veertiende in de eindstand. ma-con eindigde met 20 punten als tiende in het kampioenschap voor de teams. In 2003 reed het team met Zwolsman, Takuya Izawa, Thomas Weiss en Marcel Engels als coureurs, waarbij Zwolsman op de zestiende plaats de best geklasseerde coureur was in de eindstand met 16 punten, ondanks dat hij in slechts de helft van de races deelnam. Izawa behaalde wel een podiumplaats op het TT Circuit Assen, maar deze race telde niet mee voor het kampioenschap vanwege een zware crash in de derde ronde. ma-con werd elfde in het kampioenschap bij de teams met 20 punten.
In 2004 maakte het team de overstap naar de Formule 3000, waarin het reed met Tomáš Enge en Tony Schmidt als coureurs. Enge behaalde drie podiumplaatsen op het Circuit Magny-Cours, Silverstone en het Autodromo Nazionale Monza en werd met 38 punten vierde in de eindstand, terwijl Schmidt het moest doen met een vijfde plaats op de Hockenheimring als beste resultaat en een tiende plaats in het eindklassement met 11 punten. Het team werd derde in het kampioenschap voor de teams met 49 punten. Na dit seizoen hield de Formule 3000 op te bestaan en ma-con nam niet deel aan de opvolger, de GP2 Series.
In het seizoen 2005-06 trad ma-con op als constructeur voor het A1 Team Tsjechië in de nieuwe raceklasse A1 Grand Prix. Tomáš Enge behaalde voor het team twee podiumplaatsen op het Sepang International Circuit en de Dubai Autodrome voordat hij de seizoensfinale op het Shanghai International Circuit won. Samen met Jan Charouz, die het eerste raceweekend voor het team reed, werd het A1 Team Tsjechië twaalfde in het kampioenschap met 56 punten.
Tussen 2008 en 2011 kwam ma-con uit in de ADAC Formel Masters. In het eerste seizoen won het team vier races met Marco Sørensen, die vierde werd in het coureurskampioenschap ondanks dat hij slechts de helft van de races reed. In 2009 won Adrian Campfield vier races voor het team en werd hij derde in het coureurskampioenschap, terwijl het team als tweede eindigde. In 2010 kende het team een uiterst succesvol seizoen waarin Richie Stanaway twaalf races won en Mario Farnbacher de laatste drie races van het seizoen winnend af wist te sluiten. Stanaway werd kampioen, terwijl Farnbacher de derde plaats bezette. Ook bij de teams sloot ma-con het seizoen winnend af. In 2011 won Sven Müller vier races voor het team en werd hij derde in het klassement, terwijl ma-con tweede werd bij de teams.
In 2012 maakte ma-con de overstap naar de Formule 3, waarbij het deelnam aan zowel het Europees Formule 3-kampioenschap als de Formule 3 Euroseries met Tom Blomqvist en Emil Bernstorff als coureurs. In beide kampioenschappen eindigde Blomqvist op de zevende plaats met twee podiumplaatsen en Bernstorff op de tiende plaats met één podium. In 2013 hield de Formule 3 Euroseries op te bestaan, maar bleef ma-con wel actief in de Europese Formule 3, waarbij Sven Müller en André Rudersdorf het rijdersduo vormden. Müller behaalde drie vierde plaatsen voor het team als beste klasseringen voordat hij voorafgaand aan de laatste drie raceweekenden de overstap maakte naar het team Van Amersfoort Racing en werd uiteindelijk negende in het kampioenschap. Rudersdorf kende een moeilijk seizoen waarin hij maar drie punten scoorde met een tiende plaats op Brands Hatch en een negende plaats op de Norisring. Het team werd achtste in het kampioenschap met 106 punten.
Na 2013 nam het team enige tijd niet deel aan kampioenschappen. In 2018 keerde ma-con echter verrassend terug in de Europese Formule 3 met Julian Hanses als coureur.